# Stora branden 1625

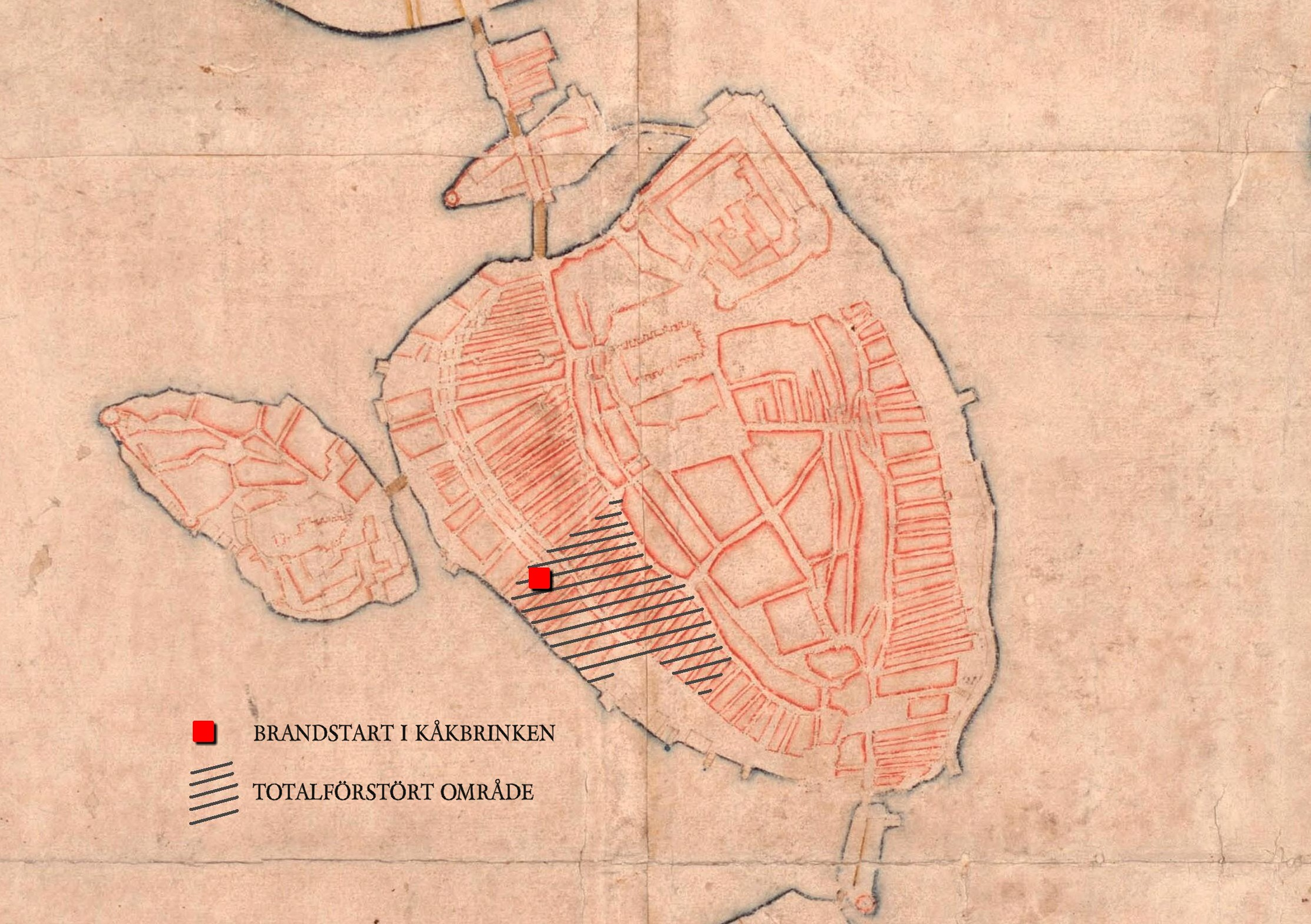
Rekonstruktion av brandområdet på karta från 1620 eller tidigare.

Den stora branden, eller den stora vådelden, var en brand som startade den 1 september 1625 i Gamla stan i Stockholm. Branden blev en katastrof, som totalförstörde den sydvästra delen av Stadsholmen.

## Förlopp

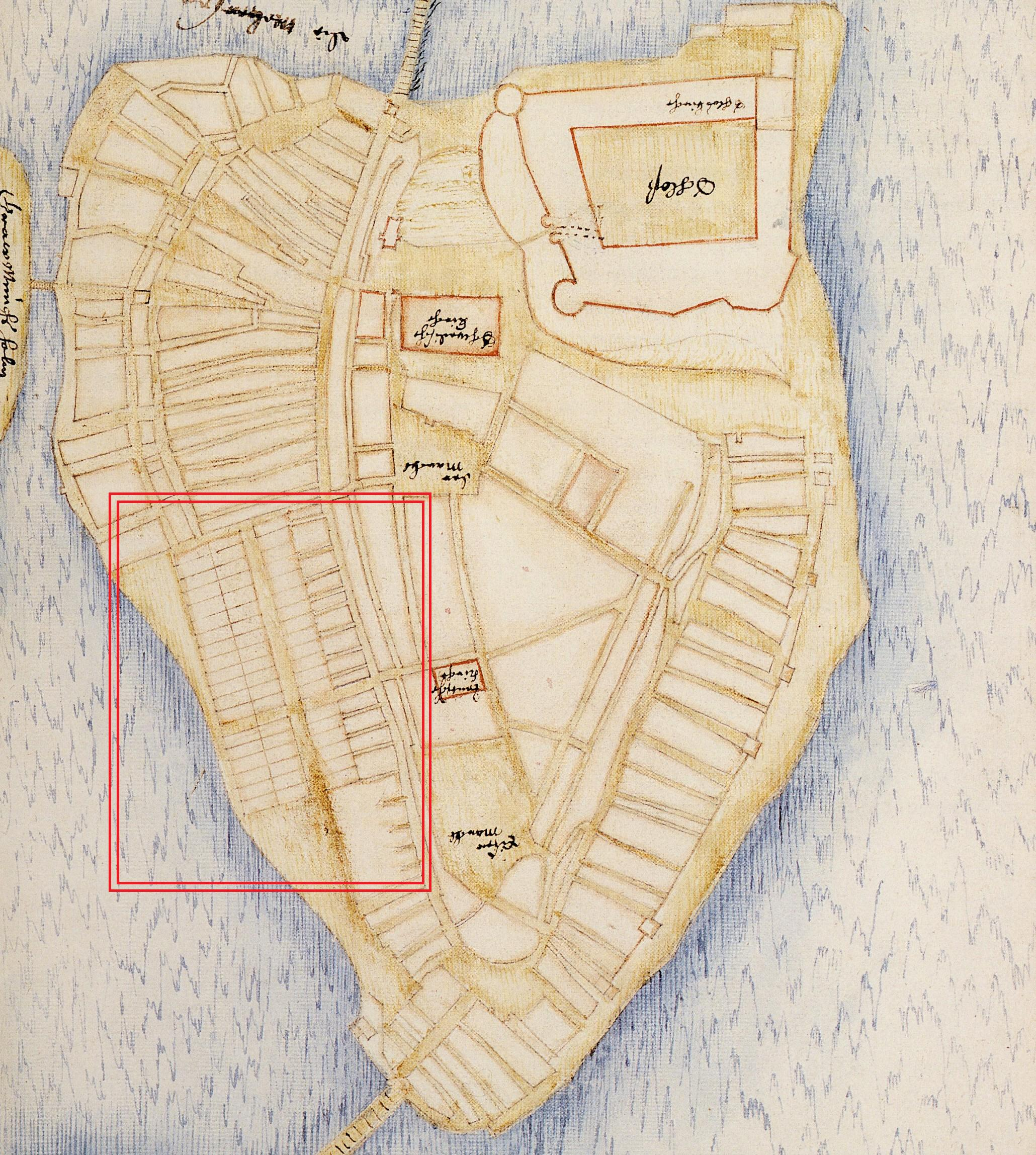
Thomés karta från 1626 visar det reglerade område med smala regelbundna kvarter (inom röd ram), där branden hade härjat. Kartan är vänd så att norr pekar uppåt.

Branden startade på kvällen den 1 september 1625 i ett hus längst ned vid Kåkbrinken. Två kvinnor, en bryggerska och en piga, hade arbetat i Hendrich Tönissons brygghus och hade inte varit tillräckligt aktsamma. Omkring tiotiden såg tornväktaren i Storkyrkan att rök steg upp från brygghusets tak. Vid tillfället rådde hård vind från Mälaren och elden kunde inte hejdas utan spred sig snabbt bland trähusbebyggelsen och vedförråden i de smala gränderna. Branden nådde ända upp till Västerlånggatans stenhus och ett tag var Tyska kyrkan hotad. Kyrkan började brinna två gånger, men kunde räddas. Förgäves försökte man att stoppa brandspridningen med våta segel och kläder som breddes ut över nävertaken.
Bebyggelsen väster om Västerlånggatan hade växt oplanerat utanför den gamla stadsmuren som inte längre underhölls. Längs de trånga vattugatorna ner mot Mälaren låg timmer- och korsvirkeshus för olika ekonomiändamål, bland annat brygghus och lagerhus för ved som var välfyllda inför vintern. Allt detta gav, i kombinationen med hård vind, bra näring för elden. Ett stort område söder om Kåkbrinken och väster om Västerlånggatan totalförstördes. Brandförloppet var typiskt för de eldsvådor som hemsökte svenska städer och som sedermera började utnyttjas för stadsplaneregleringar.

## Domen
Skuldfrågan klargjordes aldrig och ord stod mot ord i förhören. Möjligtvis hade kvinnorna i brygghuset varit slarviga eller skorstenen i dåligt skick. Bryggerskan och pigan släpptes efter en dryg månad mot borgen. Men samtidigt anklagades en del av stadens brandmanskap för sin försumlighet. Även Storkyrkans tornväktare beskylldes för att inte klämtat i tid. Resultatet blev en skärpning av brandförebyggande åtgärder som innebar att brandmästare och rotemästare skulle besiktiga skorstenar och brädtak samt se till att husen hade den påbjudna släckningsutrustningen.

## Efterföljder
I juni 1626 fick de fastighetsägare som drabbats av den "förskräcklige vådelden" en försäkran av kungen om skattefrihet i sex år. Förutsättning var att man följde en ny upprättad stadsplan och att husen byggdes i sten.
I mars 1627 restes de första spirorna för utstakning av en ny stadsplan genom det avbrända området och så småningom även genom de av eldsvådan förskonade delarna. Här anlades stadens första paradgata Stora Konungsgatan (nuvarande Stora Nygatan) och parallellt därtill Lilla Konungsgatan (nuvarande Lilla Nygatan). De medeltida tornen revs och såldes som byggnadsmaterial. Ombyggnaden anses vara Stockholms första reglering.
På en karta från 1626 syns det nyplanerade området med smala regelbundna kvarter, där branden hade härjat. Tomterna hade ungefär måtten 14 x 37,5 alnar (cirka 8,5 x 22,5 meter). Förslaget är förmodligen upprättat av fortifikationsingenjören Heinrich Thomé. I ett senare förslag ritades större kvarter på hela Stadsholmens västra sida.